# 316 TCN
316 TCN là một năm trong lịch La Mã.